# 세냐
세냐(Senya)는 가나의 중앙주에 위치한 도시이다. 이 도시에서는 세냐 세컨더리 스쿨(Senya Secondary School)이 유명하다. 
이 학교는 세컨드 사이클 교육 기관이다. 세냐는 가나의 볼타주 사람들이 사용하는 이름이기도 하다.